# 永发街道
永发街道是中华人民共和国辽宁省鞍山市铁西区下辖的一个街道办事处。2019年12月，撤销新城街道，下辖的4个村成建制划入永发街道。

## 行政区划
永发街道下辖以下村级行政区划单位：
西宁社区、教育社区、为民社区、馨园社区、双兴社区、双台子村和高占屯村。